# سوما (نوشیدنی)
سوما (سانسکریت: सोम) یک نوشیدنی آیینی است که در میان هندوآریاییان اولیه دوره ودایی اهمیت دارد. ریگ‌ودا از آن به‌ویژه در سوما ماندالا یاد می‌کند. بهگود گیتا در فصل نهم از نوشیدنی یاد می‌کند. معادل هوم ایرانی است.